# ستيفاني بومونت
ستيفاني بومونت هي كاتبة غنائية ومغنية كندية، ولدت في 26 مارس 1974 في هاليفاكس في كندا.

## وصلات خارجية
- ستيفاني بومونت على موقع ميوزك برينز (الإنجليزية)